# Tambourissa pedicellata
Tambourissa pedicellata es una especie de planta de flores perteneciente a la familia Monimiaceae. Es endémica de Mauricio. Se hábitat natural son los bosques secos tropicales o subtropicales.

## Fuente
- Florens, D. 2000.  Tambourissa pedicellata.   2006 IUCN Red List of Threatened Species.    Bajado el 22-08-07.